# 胃石

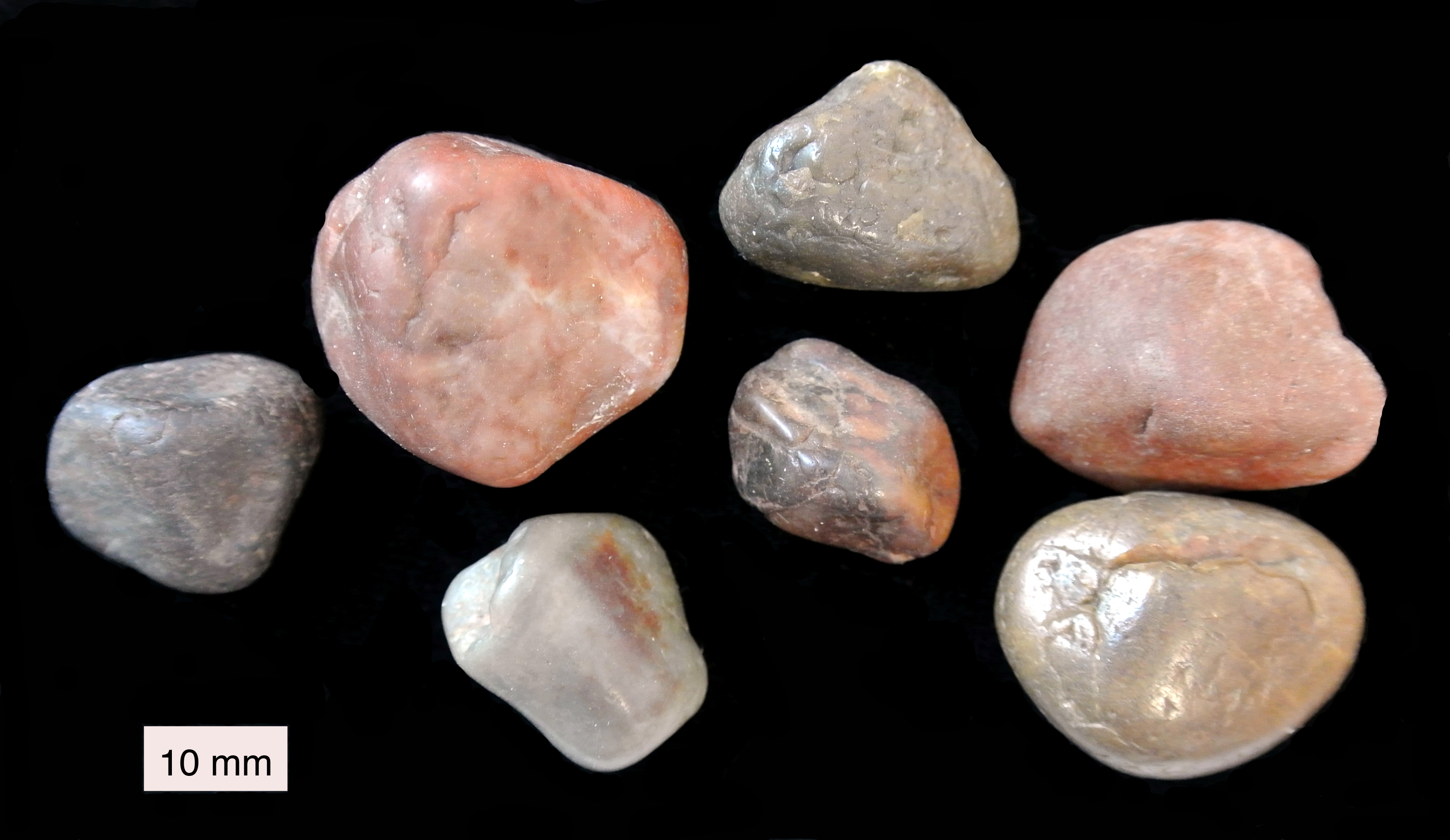
猶他州發現的侏羅紀的胃石化石

胃石（gastrolith，stomach stone，gizzard stone）是在動物胃腸道內的一塊岩石，但也泛指由食物残渣与多种物质在胃内形成的不能排出胃腔的块状结构。在一些動物中，胃石保留在砂囊裡，用於研磨食物。在其他動物中，胃石被吞噬並通過消化系統，並經常被替換。通常含有胃石的動物都缺乏合適的磨齒，牠們往往不咀嚼而直接吞嚥食物。胃石的大小取決於動物的大小以及胃石在消化中的作用，從沙子到砂石大小不等的胃石均已被紀錄。也有動物使用胃石作為壓載物。

## 詞源
术语 gastrolith 源於古希臘語 γαστήρ（gastēr），義為“胃”和 λίθος（lithos），義為“石頭”。英語也常俗稱其為 stomach stone 或 gizzard stone（砂囊石）。

## 發現

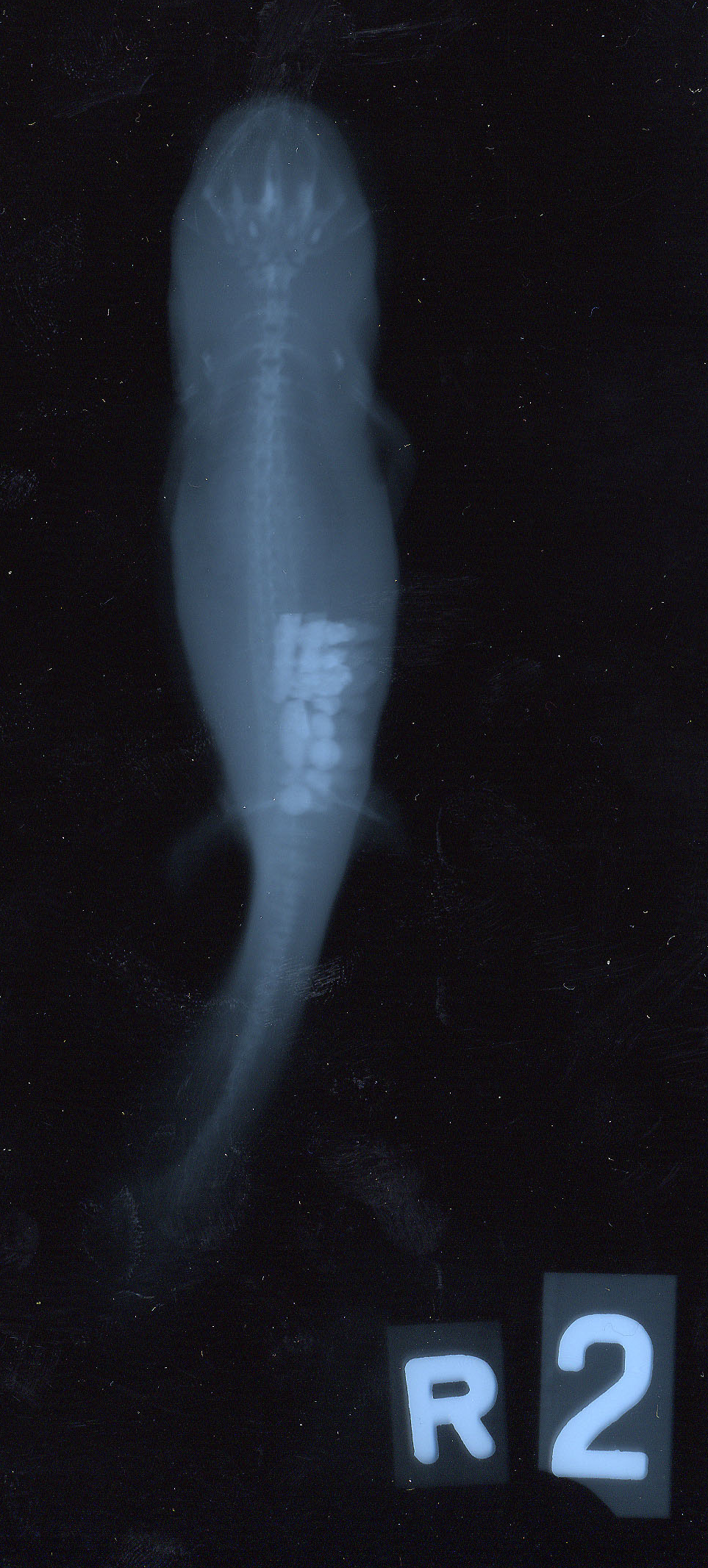
墨西哥鈍口螈吞下的胃石

在現存的脊椎動物中，胃石十分常見，鱷目、植食性鳥類、海豹和海獅中均有發現。家禽需要沙礫作為胃石，而被鴕鳥吞下的石頭的長度可能超過10厘米。 兩棲動物（例如墨西哥鈍口螈）會故意攝取岩石，而這些岩石被認為是胃石。在蝌蚪中也發現了明顯的微胃石 。科學家已觀察到各種青蛙攝取淤泥和礫石以進行浮力控制。
一些已滅絕的動物，例如蜥腳類恐龍，也使用胃石來研磨堅硬的植物。罕見的例子是來自中國東北的早白堊世獸腳類的尾羽龍，在其骨骼的腹部區域發現了一系列小石頭，被認為胃石。像蛇頸龍這樣的水生動物，可能像鱷魚一樣將它們用作壓載物，以幫助自己控制平衡或降低浮力。儘管一些化石胃石被打磨，但活禽中的許多石頭卻根本沒有被磨園。與恐龍化石中發現的胃石常常重達幾公斤。

## 古生物學

### 發現
1906年，喬治·雷伯·韋蘭德（George Reber Weiland）報導了與蛇頸龍和蜥腳類恐龍的遺骸相關的磨損和拋光的石英卵石的存在，並將這些石頭解釋為胃石。1907年，巴納姆·布朗發現了與鴨嘴龍類破碎龍的化石遺存密切相關的礫石，並將其解釋為胃石。 布朗是最早認識到恐龍在其消化系統中使用胃石來協助食物研磨的古生物學家之一。

### 辨別

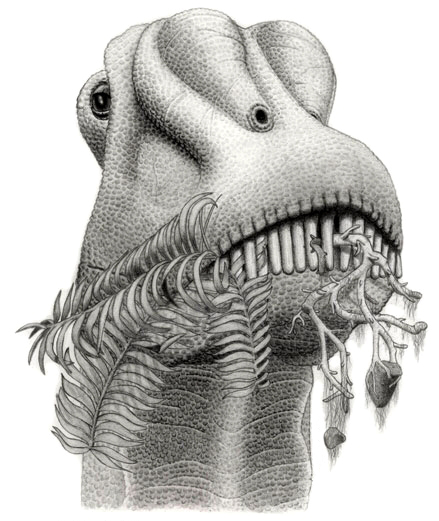
一只梁龍在將胃石與植物一同吞入胃中

地質學家通常會在確認此為恐龍的胃石之前尋找相關證據。首先，石頭必須不同於在其附近發現的岩石。其次，其應該被磨圓並打磨光滑，因為在恐龍的砂囊中，任何真正的胃石都會被其他石頭和纖維材料以類似於碎石機作用所打磨。最後，必須將胃石與吞噬它的恐龍的化石一起發現。